# 파플라고니아
파플라고니아(그리스어: Παφλαγονία)는 아나톨리아의 북쪽 중앙에 흑해 연안 지역을 말하는 고대의 지명이다. 남쪽으로는 나중에 갈라티아가 되는 프리기아, 서쪽은 비티니아, 동쪽은 폰토스와 경계를 이루는 지역이다.

## 같이 보기
- 카스타모누